# Bouisse
Bouisse (okzitanisch Boissa) ist eine französische Gemeinde mit 103 Einwohnern (Stand 1. Januar 2022) im Département Aude in der Region Okzitanien. Sie gehört zum Arrondissement Narbonne und zum Kanton Les Corbières.

## Lage
Das Gemeindegebiet ist Teil des Regionalen Naturparks Corbières-Fenouillèdes.
Nachbargemeinden von Bouisse sind Montjoi im Nordosten, Salza im Süden, Valmigère im Südwesten und Caunette-sur-Lauquet im Westen.

## Bevölkerungsentwicklung
| Jahr      | 1962 | 1968 | 1975 | 1982 | 1990 | 1999 | 2013 |
| Einwohner | 115  | 96   | 72   | 87   | 72   | 85   | 92   |

## Sehenswürdigkeiten
- Kirche (1650/59)
- Dolmen Le clôt de l’Hoste
- Kapelle Saint-Pancrace

## Persönlichkeiten
- Olivier de Termes (um 1200–1274), Seigneur de Bouisse
- René Nelli (1906–1982), französischer Dichter, Romanist, Okzitanist, Historiker und Ethnologe, erwarb das Château de Bouisse